# Беди, Мбенза
Мбенза Беди (фр. Mbenza Hugues Bedi; род. 11 сентября 1984, Миланге, Заир) — конголезский футболист, полузащитник.

## Клубная карьера
Воспитанник футбольной школы клуба «Динамик Кинду». Профессиональную футбольную карьеру начал в 2006 году в Бель’Ор Киншаса, после чего перешёл в ТП Мазембе, в котором провёл четыре сезона, приняв участие в 2009 и 2010 годах в клубном чемпионате мира.
Своей игрой за эту команду он привлёк внимание представителей тренерского штаба клуба «Андерлехт», в состав которого присоединился в 2012 году. Дебютный матч в чемпионате Бельгии сыграл 5 февраля 2012 года против «Генка». В своём первом сезоне конголезец сыграл 7 матчей за «Андерлехт». В начале нового сезона футболист сыграл ещё один матч в чемпионате Бельгии и один в Лиге чемпионов, 8 августа 2012 года против «Экранаса», после этого покинул бельгийский клуб. В обоих проведённых в Бельгии сезонах полузащитник становился чемпионом Бельгии.
Не закрепившись в Европе, Беди перешёл в тунисский «Клоб Африкен», провёл в его составе шесть матчей в феврале-марте 2013 года. Затем вернулся на родину, выступал за «ТП Мазембе», «Ренессанс» из Киншасы и ангольский «Кабускорп».

## Карьера в сборной
В феврале 2009 года принимал участие в чемпионате африканских наций в составе сборной команды, составленной из игроков национального чемпионата. Сборная ДР Конго стала победителем этого турнира, а Беди забил один из двух голов в финальном матче в ворота сборной Ганы.
В национальной сборной дебютировал 9 мая 2009 года в матче против Танзании. Впервые отличился в своём втором матче, 3 марта 2010 года против Нигерии (2:5), забив оба гола своей команды. Последний на данный момент матч за сборную сыграл в 2011 году.

## Достижения
- Победитель Лиги чемпионов Африки: 2009, 2010, 2015
- Победитель чемпионата африканских наций: 2009
- Чемпион Бельгии: 2011/12, 2012/13
- Чемпион ДР Конго: 2009, 2011, 2014
- Серебряный призёр чемпионата ДР Конго: 2015
- Серебряный призёр чемпионата Туниса: 2012/13